# Laura Bortolotti (nuotatrice)
Laura Bortolotti (Castello d'Argile, 11 aprile 1960) è un'ex nuotatrice italiana.

## Biografia
Nata nel 1960 a Castello d'Argile, in provincia di Bologna, nel 1975 ha vinto la medaglia di bronzo nei 400 m stile libero agli Europei giovanili di Ginevra, chiudendo in 4'28"30 dietro alle tedesche orientali Regina Jäger e Petra Thümer.
A 16 anni ha partecipato ai Giochi olimpici di Montréal 1976, nei 400 e 800 m stile libero, uscendo in entrambe le gare in batteria, arrivando nel primo caso 4ª con il tempo di 4'29"71 e nel secondo 6ª in 9'00"16.
Con la nazionale ha preso parte anche agli Europei di Vienna 1974, terminando 4ª nei 200 m stile libero e 7ª nei 400 m stile libero, e ai Mondiali di Cali 1975.
Nel 1975 ha realizzato il tempo di 2'07"49 nei 200 m stile libero, allora record italiano, migliorato nel 1978 da Cinzia Savi Scarponi.

## Palmarès

### Europei giovanili
- 1 medaglia:
  - 1 bronzo (400 m stile libero a Ginevra 1975)